# Cold Rain
『Cold Rain』（コールド・レイン）は、影山ヒロノブのセルフカバー・アルバム。2005年12月7日にLantisから発売された。

## 概要
バンド等で発表した曲、野川さくらに提供した曲などのセルフカバーに新曲を加えたものである。
ジャケットには影山による全曲の解説が記載されている。

## 収録曲
| #         | タイトル                                          | 作詞                            | 作曲         | 編曲                                | 時間  |
| --------- | ------------------------------------------------- | ------------------------------- | ------------ | ----------------------------------- | ----- |
| 1.        | 「Cold Rain」                                     | 影山ヒロノブ                    | 影山ヒロノブ | 須藤賢一                            | 5:59  |
| 2.        | 「Achilless」                                     | 影山ヒロノブ                    | 影山ヒロノブ | 宅見将典                            | 3:19  |
| 3.        | 「Little Wing」                                   | 影山ヒロノブ、奥井雅美          | 影山ヒロノブ | 須藤賢一                            | 5:07  |
| 4.        | 「この世の果て〜Eden〜」                          | 影山ヒロノブ                    | 影山ヒロノブ | 河野陽吾 ストリングス編曲：須藤賢一 | 6:20  |
| 5.        | 「Face」                                          | TRY FORCE                       | TRY FORCE    | 山本英武                            | 5:39  |
| 6.        | 「Riding on a Time machine〜サイケデリック☆55〜」 | Jim Steele 日本語原詞：尾崎雪絵 | 影山ヒロノブ | 大槻啓之                            | 4:20  |
| 7.        | 「1981 Summer」                                   | 影山ヒロノブ                    | 影山ヒロノブ | 河野陽吾                            | 5:06  |
| 8.        | 「Strings of Love〜運命の糸」                     | Geila 日本語原詞：松本梨香      | 影山ヒロノブ | 山本健司                            | 4:33  |
| 9.        | 「Cry for the Earth」                             | 影山ヒロノブ                    | 影山ヒロノブ | 須藤賢一                            | 4:41  |
| 10.       | 「Brother」                                       | 影山ヒロノブ                    | 影山ヒロノブ | 影山ヒロノブ、福山芳樹              | 4:45  |
| 11.       | 「Young & Innocent」                              | 影山ヒロノブ                    | 影山ヒロノブ | 河野陽吾                            | 6:24  |
| 12.       | 「In my Heart」                                   | 影山ヒロノブ                    | 影山ヒロノブ | 河野陽吾                            | 5:44  |
| 合計時間: | 合計時間:                                         | 合計時間:                       | 合計時間:    | 合計時間:                           | 62:25 |

## 曲解説
1. Cold Rain
2. Achilles
3. Little Wing
JAM Projectの曲のセルフカバー。原曲のリードボーカルは、作詞も担当した奥井雅美。原曲よりテンポが少し落ちている。
4. この世の果て〜Eden〜
「ニート」と呼ばれる定職の持たない若者を励むための曲だという。
5. Face
TRY FORCEの曲のセルフカバー。
6. Riding on a Time machine〜サイケデリック☆55
野川さくらに提供した曲のセルフカバー。本アルバム用に歌詞を英語に変更している。
7. 1981 Summer
8. Strings of Love〜運命の糸
JAM Projectの曲のセルフカバー。原曲のリードボーカルは作詞者の松本梨香。本アルバム用に歌詞を英語に変更している。
9. Cry for the Earth
JAM Projectの曲のセルフカバー。本曲の歌詞の一節が1曲目「Cold Rain」のアイデアの元になった。
10. Brother
アコギとループと歌だけでできた曲だという。
11. Young & Innocent
レイジーの曲のセルフカバー。
12. In my Heart
JAM Projectの曲のセルフカバー。原曲のリードボーカルは遠藤正明と坂本英三。